# (1054) Forsytia
(1054) Forsytia – planetoida z pasa głównego asteroid okrążająca Słońce w ciągu 4 lat i 362 dni w średniej odległości 2,92 au. Została odkryta 20 listopada 1925 roku w Landessternwarte Heidelberg-Königstuhl w Heidelbergu przez Karla Reinmutha. Nazwa planetoidy pochodzi od forsycji, rodzaju krzewów. Przed nadaniem nazwy planetoida nosiła oznaczenie tymczasowe (1054) 1925 WD.